# Cara Sucia (El Salvador)
Cara Sucia ist eine präkolumbische archäologische Stätte im Departamento Ahuachapán in El Salvador. Von den meisten Forschern wird sie der Cotzumalhuapa-Kultur zugeordnet. Das nordöstlich von Cara Sucia gelegene Hochland, El Imposible genannt, ist mit etwa 3000 ha das ausgedehnteste zusammenhängende Waldgebiet von El Salvador und wurde 1989 zum Nationalpark (Parque National) erklärt.

## Lage
Cara Sucia liegt in einer Höhe von ca. 40 m ü. d. M. im Municipio de San Francisco Menéndez im Cantón Cara Sucia, auf dem Gelände der Hacienda Cara Sucia. Die Stätte ist etwa 115 km in westlicher Richtung von der Landeshauptstadt San Salvador entfernt; die Pazifikküste liegt etwa 15 km südlich.

## Forschungsgeschichte
Die archäologische Stätte von Cara Sucia wurde bei Rodungsarbeiten entdeckt. In der Literatur wurde Cara Sucia durch Santiago Ignacio Barbarena (1851–1916) im späten 19. Jahrhundert erstmals erwähnt, als er über die dort aufgefundene Disco del Jaguar, eine Steinscheibe, berichtete.
Seit 1976 gibt es hier archäologische Grabungen. Die Ausdehnung der Fundstätte wird auf 20 ha geschätzt. Es werden 2 der 24 Hügel erforscht. Baukomplex I, von 900 nach Christus, wird Oberstadt genannt, und Baukomplex II war ein Ballspielplatz.
Obwohl Cara Suica eine der wichtigsten Ausgrabungsstätten in West-El Salvador ist, bietet sie momentan wenig optische Reize für Besucher. Der Ort besteht aus grasbewachsenen Hügeln, einige von beeindruckendem Ausmaß. Ein Pfad führt an einigen der höheren Hügel vorbei.

## Geschichte
Nach den bisherigen Erkenntnissen wurde Cara Sucia im 2. Jahrhundert v. Chr. – also noch in der vorklassischen Zeit – besiedelt und gehört somit zu den frühesten Nachweisen von landwirtschaftlichen Siedlungen im südlichen Mesoamerika. Die Stätte war wahrscheinlich in der spätklassischen Zeit kulturell durch das Gebiet von Cotzumalhuapa im Süden Guatemalas beeinflusst. Dies ist an den bislang entdeckten Skulpturen, der Architektur und der Keramik erkennbar. Der Ort wurde um 900 verlassen; es scheint, als hätte die Einwanderung der Nahuatl-sprechenden Pipilen mit dem Verlassen der Stätte zu tun.

## Skulpturen
Im Jahr 1976 veröffentlichte Stanley H. Boggs einen Artikel über Skulpturen von diesem Ort. Paul Amaroli führt momentan Studien in Cara Sucia durch und interpretiert das Auffinden von Artefakten aus Cotzumalhuapa als Spuren einer zeitweiligen Herrschaft dieser Region über Cara Sucia.
- Skulptur No. 1: Disco del Jaguar: Scheibe Durchmesser 85 cm; Breite 30 cm, Reliefdarstellung, auf der einen Seite Jaguarkopf, gegenüber kämpfende Menschen.[4] Sie befindet sich im Museo Nacional de Antropología, Dr. David J. Guzmán.[5]
- Skulptur No. 2: Stele Höhe: 1,60 m; Breite: 0,60 m, vierseitig mit Darstellung der Haut einer Schlange. Im oberen Abschnitt ist ein Jaguar im Kampf mit einer Schlange dargestellt. Die Stele ist mit einem zylindrischen Nagel mit der Grundplatte verbunden.
- Skulptur No. 3: Stele Höhe: 1,88 m; Breite: 0,45 m mit Darstellung eines Menschen, darüber ein Totenkopf
- Skulptur No. 4: Stele Höhe: 0,63 m; Breite: 0,50 m, in welche der Körper einer Schlange graviert wurde.